# Hratjik Dzjavachjan
Hratjik Asjoti Dzjavachjan (armeniska: Հրաչիկ Աշոտի Ջավախյան), född 6 juli 1984 i Kirovakan i Armeniska SSR, Sovjetunionen, är en armenisk lättviktsboxare som mest är känd för att han vann silvermedalj i Europamästerskapen 2006 i Plovdiv, där han slog belarusiern Vazgen Safarjants. Dzjavachjan har även deltagit i världsmästerskapen 2007 i Chicago, där han tog sig till kvartsfinalen och slog amerikanen Sadam Ali, men förlorade mot italienaren Domenico Valentino. I världsmästerskapen 2007 kvalificerade han sig till OS 2008 i Peking, där han förlorade mot Aleksej Tisjtjenko i semifinalen och vann bronsmedalj.

## Meriter

### Olympiska meriter

#### Olympiska sommarspelen 2008
- Huvudartikel: Boxning vid olympiska sommarspelen 2008

| Tävlande            | Viktklass | Sextondelsfinal      | Åttondelsfinal             | Kvartsfinal                     | Semifinal                       | Final                |
| Tävlande            | Viktklass | Motståndare Resultat | Motståndare Resultat       | Motståndare Resultat            | Motståndare Resultat            | Motståndare Resultat |
| ------------------- | --------- | -------------------- | -------------------------- | ------------------------------- | ------------------------------- | -------------------- |
| Hratjik Dzjavachjan | Lättvikt  |                      | Rasheed Lawal (NGR) W 12-0 | Jong Sub-Baik (KOR) W (gav upp) | Aleksej Tisjtjenko (RUS) L 10-5 | Gick inte vidare     |